# Kokkasaari (ö i Södra Karelen, Imatra, lat 61,57, long 29,72)
Kokkasaari är en ö i Finland. Den ligger i sjön Tyrjänjärvi och i kommunen Parikkala i den ekonomiska regionen  Imatra ekonomiska region  och landskapet Södra Karelen, i den sydöstra delen av landet, 300 km nordost om huvudstaden Helsingfors. Öns area är 1 hektar och dess största längd är 170 meter i sydöst-nordvästlig riktning.